# Elżbieta Niewiadomska-Bogusławlewicz
Elżbieta Niewiadomska-Bogusławlewicz (ur. w 1918 we Lwowie, zm. 7 listopada 1986 w Buenos Aires) – polska aktorka, tancerka, choreograf, działaczka emigracyjna w Argentynie.

## Życiorys
Urodziła się we Lwowie w 1918. Była córką Mirosława Prus Niewiadomskiego (1886-1925, syn Mieczysława i Ludmiły z bar. Smirzic) i Wandy Gryf Skrzyszowskiej (1897-1989, córka Władysława i Heleny z domu Łabędź Horoszewicz) oraz siostrą Krystyny (1921-1997).
Po zdaniu egzaminu dojrzałości odbyła studia w Szkole Sztuki Dramatycznej i Tańca Klasycznego we Lwowie. W latach 30. debiutowała w zespole baletowym opery i operetki lwowskiej. Po wybuchu II wojny światowej została aresztowana przez NKWD i za działalność w Związku Walki Zbrojnej skazana na karę 10 lat pracy, po czym zesłana na Syberię. Po ogłoszeniu amnestii odzyskała wolność w 1941 z łagru trafiła do Buzułuku do formowanych Polskich Sił Zbrojnych. Występowała w wojskowym teatrze w Tockoje, a po ewakuacji armii gen. Andersa następnie w Teheranie w ramach występów „Polskiej Parady”, gdzie była czołową tancerką. 
W zespole rewiowym Feliksa Konarskiego (Ref-Ren) przemierzała Bliski Wschód (Irak, Syria, Palestyna, Egipt) po czym dotarła z 2 Korpusem w kampanii włoskiej 1944 do Campobasso (Melchior Wańkowicz wspomniał o niej w książce „Monte Cassino”). Tam szczególnie zapamiętała :

...26 maja 1944 roku, nazajutrz po zakończeniu bitwy o Monte Cassino, kiedy po raz pierwszy wykonywaliśmy Czerwone maki. Bitwa zakończyła się 25 maja wieczorem, kiedy to nasi chłopcy zatknęli biało-czerwoną flagą na Monte Cassino. Wiadomość ta wywołała również głębokie wzruszenie w naszym teatrze, zapadła decyzja o występie na zdobytym szczycie. Potrzebny był specjalny akcent, coś szczególnego. Refren i Alfred Schutz pracowali całą noc, tak powstała słynna pieśń. Koncert odbył się na stoku góry u jej szczytu. Publiczność w mundurach patrzyła na nas z dołu. Scenografia była niezwykła: dookoła zryta ziemia, kikuty drzew, rumowiska, ale dalej, jak okiem sięgnąć, kwitły czerwone maki. Nie znaliśmy słów, nie opanowaliśmy jeszcze melodii. Tekst wypisano na wielkim transparencie widocznym również dla publiczności. To było autentyczne prawykonanie, próba, w której razem z nami uczestniczyli żołnierze. „Czy widzisz te gruzy na szczycie?" - Myśmy je naprawdę widzieli i znali ich cenę. I widzieliśmy maki, po których jeszcze wczoraj „szedł żołnierz i ginął". Nie był to nieznany żołnierz, lecz Janek, Józek, Staszek, nasi bliscy, znajomi, przyjaciele, którzy padli podczas tych trzynastu morderczych dni. To nie był występ, lecz misterium, apel poległych…

Po wojnie przez Niemcy i Anglię wyjechała w 1948 do Argentyny. 6 lipca 1956 wyszła za mąż za wychowanka Korpusu Kadetów i tancerza Mariana Edmunda Bogusławlewicza. Pracowała jako ekspert w firmie kosmetycznej Helen Rubinstein. Początkowo należała do zespołu teatru dramatycznego i pracowała jako tancerka. W 1949 założyła szkołę baletową uczącą dzieci i młodzież polskich tańców narodowych, przyczyniając się tym samym do pielęgnowania polskiej kultury i tradycji narodowych. W 1949 założyła w Buenos Aires zespół taneczny „Nasz Balet”. Zespół założono pod egidą Polskiej Macierzy Szkolnej, z czasem stał się częścią Stowarzyszenia Polskich Kombatantów. Kierowała nim wraz z mężem nieprzerwanie przez 35 lat, pełniąc funkcje kierownika i choreografa. Odnosili sukcesy artystyczne w całej Argentynie. Występowali m.in. w Córdobie, Santa Fe, Rosario, Mar del Plata, Venado Tuerto, Misiones, Olivos. Zdobywali przychylność Argentyńczyków i szerzyli sympatię dla Polski. 
Zmarła 7 listopada 1986 w Buenos Aires. Była żegnana przez tysiące rodaków. Powiedziano, że „… do słownictwa polskiego w Argentynie należałoby dodać słowo Ela jako synonim wielkiego patriotyzmu, wielkiej ofiarności, wielkiego poświęcenia i wielkiego talentu…”. Została pochowana na cmentarzu Jardin w Pablo Nogues.

## Odznaczenia
- Krzyż Kawalerski Orderu Odrodzenia Polski (3 lipca 1974)[3]
- Złoty Krzyż Zasługi (11 listopada 1962)[4]